# ノンムアイ・ゴーキャットジム
ノンムアイ・ゴーキャットジム（泰: น้องหมวย ก่อเกียรติยิม、英: Nongmuay Kokietgym、女性、1985年7月9日 - ）は、タイ王国のプロボクサー。
初代PABA女子ライトフライ級王者。元WBC女子世界ライトフライ級暫定王者。

## 来歴
2007年11月22日、ノンムアイ・ポスワンジムのリングネームでデビュー。
デビュー5連勝後、2008年10月3日にジュジース・ナガワとのPABA女子ライトフライ級王座決定戦を行い、判定勝ちで初タイトル獲得。
2009年1月29日、金丹菲とWBC女子世界ライトフライ級暫定王座決定戦を行い、3-0判定で王座を獲得。当初は前正規王者サムソン・ソー・シリポンの防衛戦を予定していたが、サムソンが王座返上した（それまで暫定王者だった富樫直美が正規昇格）もののタイトルマッチを見込んだプロモーターが譲らなかったため、暫定王座決定戦となった。
2009年6月30日、チェ・ホイワーと対戦し引き分けで初防衛となる。
2010年にノンタイトル引き分けを挟み、4月9日に正規王者富樫直美との王座統一戦を行い、0-3判定で敗れ王座統一に失敗。ノンムオンが1年半保持してきた暫定王座は富樫の正規王座に吸収される形で消滅し、これがプロ初の敗戦となった。
2010年7月29日、今度はWBC女子世界ミニマム級シルバー王座を懸けて金丹菲と1年半ぶりに再戦。1人がフルマークを付ける大差判定で返り討ちにしてシルバー王座獲得。
ノンタイトル3戦戦って2勝1分け後、2011年5月12日にカニター・ゴーキャットジムと対戦し、0-3判定で敗れ王座陥落。
2011年9月22日、初となる国外での試合として東京でWBA女子世界ミニマム級王者多田悦子と対戦し、2人が王者にフルマークを付ける大差の0-3判定で敗れ王座奪取に失敗した。
この試合を最後に引退。

## 戦績
- プロボクシング：16戦 10勝 3分 3敗

## 獲得タイトル
- PABA女子ライトフライ級王座
- WBC女子世界ライトフライ級暫定王座
- WBC女子世界ミニマム級シルバー王座